# Chthamalus challengeri
Chthamalus challengeri is een zeepokkensoort uit de familie van de Chthamalidae. De wetenschappelijke naam van de soort werd voor het eerst geldig gepubliceerd in 1883 door Hoek.